# Arui
Arui (Ammotragus) – rodzaj ssaków z podrodziny antylop (Antilopinae) w obrębie rodziny wołowatych (Bovidae). 

## Rozmieszczenie geograficzne
Rodzaj obejmuje jeden żyjący współcześnie gatunek występujący w Afryce.

## Morfologia
Długość ciała (bez ogona) 112–128 cm, długość ogona 17,5–20,5 cm, wysokość w kłębie 80–110 cm; masa ciała 41,3–145 kg. 

## Systematyka
Rodzaj zdefiniował w 1840 roku brytyjski zoolog Edward Blyth w artykule zatytułowanym Monografia gatunków z rodzaju Ovis, opublikowanym w czasopiśmie „Proceedings of the Zoological Society of London”. Gatunkiem typowym jest (oznaczenie monotypowe) arui grzywiasta (A. lervia).

### Etymologia
Ammotragus (Amnotragus): gr. αμμος ammos ‘piasek’; τραγος tragos ‘kozioł’.

### Podział systematyczny
Do rodzaju należy jeden występujący współcześnie gatunek:
- Ammotragus lervia (Pallas, 1777) – arui grzywiasta

Opisano również wymarły plejstoceński gatunek którego szczątki subfosylne odnaleziono we Francji:
- Ammotragus europaeus Moullé, Echassoux & Martínez Navarro, 2004